# Der letzte weisse König
Der letzte weisse König ist das vierte Soloalbum des deutschen Rappers Sylabil Spill. Es erschien am 14. April 2017 über das Label Kopfticker Records.

## Veröffentlichung
Im Juli 2016 stellte Xatar Sylabil Spill als neuen Künstler bei seinem Label Kopfticker Records, einem Sub-Label von Alles oder Nix Records, vor. Am 24. Februar 2017 wurde das Album Der letzte weisse König offiziell angekündigt, zeitgleich erschien mit Auf Modus die erste Auskopplung des Albums als digitale Single sowie als Musikvideo auf YouTube. Nachdem mit Allein sein und Stein zwei weitere Singles ausgekoppelt wurden, erschien das Album schließlich am 14. April 2017 auf digitalen Vertriebswegen, auf CD, als Doppel-Vinyl sowie als Boxset. Einer der Inhalte des Boxsets war eine Bonus-EP mit fünf Tracks namens Spalten EP.
An der Entstehung des Albums waren mehrere Produzenten beteiligt. Die meisten Instrumentals stammen von Choukri, der acht Beats zum Album beisteuerte. Weitere Produktionen stammen von Bazzazian, Farhot, Phat Crispy, Gee Futuristic und Enginearz. Für die Abmischung und das Mastering war Lex Barkey zuständig.

## Titelliste
| #  | Titel                         | Produzent      | Länge |
| -- | ----------------------------- | -------------- | ----- |
| 1  | Zustände / Intro              | Choukri        | 1:16  |
| 2  | Wenn ein Schuss fällt         | Choukri        | 2:04  |
| 3  | Ich mache korrekt             | Choukri        | 4:00  |
| 4  | Ich kann alles                | Bazzazian      | 3:02  |
| 5  | Auf Modus                     | Choukri        | 2:46  |
| 6  | Mit Mir                       | Farhot         | 3:13  |
| 7  | Stein (feat. Hanybal)         | Phat Crispy    | 3:16  |
| 8  | Raus                          | Farhot         | 3:06  |
| 9  | Graue Tonne                   | Enginearz      | 3:11  |
| 10 | Schach                        | Choukri        | 3:19  |
| 11 | Einflussbereich (feat. Xatar) | Gee Futuristic | 3:07  |
| 12 | Schutzweste                   | Choukri        | 2:53  |
| 13 | Allein sein                   | Choukri        | 3:25  |
| 14 | Kein Künstler                 | Farhot         | 3:10  |
| 15 | Jetzt weißt du                | Choukri        | 2:58  |

## Rezeption
Das Online-Musikmagazin Laut.de bewertete Der letzte weisse König mit drei von möglichen fünf Punkten. Aus Sicht des Redakteurs Dominik Lippe gehe Sylabil Spill „mit einer bemerkenswerten Energie ans Werk“, zuweilen erinnere sein „Kraftfeld“ an die Band Onyx. Die Instrumentals das Album lobte er als  „dynamische Beats, die mit Grime-Elementen (Allein sein) oder elektronischen Sounds alter Computerspiele (Mit mir) angereichert“ sein und dabei auf „Zeitgeist-Anbiederung“ verzichten. Spill passe seinen Vortrag den Instrumentals dabei variabel an: „Mühelos variiert er seinen Flow oder streut spielerisch ein paar Doubletimes ein.“ Allerdings seien die Texte „insbesondere in den Doubletime-Passagen […] arg unverständlich.“ Inhaltlich weiche Spill selten von „grobschlächtigen Gewaltdarstellungen“ ab. Nur der Beitrag von Hanybal und das abschließende Jetzt weisst du, auf dem Spill die eigene „Kunstfigur“ aufbreche, bringen etwas inhaltliche Struktur.
Till Arndt rezensierte das Album für Rap.de. Die Produktionen klingen „eher nach Rick Ross als nach Kool Keith“, was jedoch nicht bedeute, dass das Album „leicht verdaulich klinge und sich an irgendeine Zielgruppe anbieder[e].“ Stein oder Graue Tonne seien mit „holzigen Drums auf 90 BpM und synthetischen Orgeln gespickt“, womit sie die „gemütlichsten Momente“ liefern. Spill verzichte auf „inhaltlichen Tiefgang“, stattdessen habe er die „Straßennote, die er glaubhaft verkörpert, etwas mehr hervorgehoben“. Arndt lobte besonders die Vortragsweise des Rappers: „Sylabil Spill wechselt Tempo, Versmaß und Tonlage mit einer fast schon gleichgültigen Selbstverständlichkeit und hält so jeden Song konstant interessant.“ So reihen sich etwa auf Allein sein „brutal schnell gerappte atemlos-Passagen“ an „spielerische Halftimes, in denen Spill gekonnt mit den Drums und seinem Taktgefühl“ agiere.
Daniel Welsch vom Hip-Hop-Magazin Juice bewertete Der letzte weisse König mit vier von sechs Kronen und schrieb: „Lyrisch verteilt Spill […] jede Menge Punches, nutzt sein beeindruckendes Lungenvolumen, um auf möglichst viele Arten in möglichst einfachen Worten zu sagen, wie er seine Gegner zerstören wird. Die ausgesparte inhaltliche Varianz macht er dabei durch seinen vielseitigen Flow wett“. Auch wenn Sylabil Spill „über weite Strecken zum bewährten Werkzeug“ greife, habe das Album eine „zeitgemäße Ästhetik“. Auch Lukas Maier von MZEE äußerte sich positiv zum Album: „In einer Flut an Silben, gefasst in unzählige Flowvariationen, wird die Zerstörung in all ihren Facetten auf bretternden, energischen Beats zelebriert.“

## Chartplatzierung
Der letzte weisse König erreichte in der Chartwoche des 21. April 2017 Position 76 in den deutschen Albumcharts. Zudem belegte das Album in derselben Woche den 14. Platz in den deutschen Hip-Hop-Charts.
| ChartsChartplatzierungen | Höchstplatzierung | Wochen |
| ------------------------ | ----------------- | ------ |
| Deutschland (GfK)        | 76 (1 Wo.)        | 1      |